# ビルボード・ホット100チャートの記録一覧
これはビルボードマガジンのシングルチャート、特にビルボード・ホット100に基づいて、重大な偉業や金字塔に焦点を当てた総合的な一覧表である。この一覧表は、1955年1月1日付けの発行日から現在までの期間に及ぶ。ビルボード・ホット100は1958年8月4日付の発行で始まり、現在、米国における標準的なポピュラー音楽チャートである。
ホット100の作成に先立って、ビルボードは「店頭でのベストセラー」、「ラジオで最も流れた曲」、「ジュークボックスで最も演奏された曲」、「トップ100」という4つのシングルチャートを発表した。 20位から100位に及ぶこれらのチャートは、1957年から1958年の間に、その都度段階的に廃止された。厳密に言えば、ホット100チャートの歴史の一部ではないが、これらのチャートから厳選したデータは算定のため、かつ啓発的でないまたは誤解を招く特性評価を避けるために含まれている。
以下に記載されている全ての項目は、特に明記されていない限り（ホット100以前の記録など）、ホット100の日付である。

## 楽曲の記録

### 1位獲得週数
| 週数 | 曲                                                                 | アーティスト                                                           | 年      |
| ---- | ------------------------------------------------------------------ | ---------------------------------------------------------------------- | ------- |
| 19   | Old Town Road                                                      | リル・ナズ・X (1週 ソロ, 18週 featuring ビリー・レイ・サイラス)        | 2019    |
| 19   | A Bar Song (Tipsy)                                                 | シャブージー                                                           | 2024    |
| 18   | All I Want for Christmas Is You                                    | マライア・キャリー                                                     | 2019–25 |
| 16   | One Sweet Day                                                      | マライア・キャリー & ボーイズIIメン                                    | 1995–96 |
| 16   | Despacito                                                          | ルイス・フォンシ & ダディー・ヤンキー featuring ジャスティン・ビーバー | 2017    |
| 16   | Last Night                                                         | モーガン・ウォーレン                                                   | 2023    |
| 15   | As It Was                                                          | ハリー・スタイルズ                                                     | 2022    |
| 14   | I Will Always Love You                                             | ホイットニー・ヒューストン                                             | 1992–93 |
| 14   | I'll Make Love to You                                              | ボーイズIIメン                                                         | 1994    |
| 14   | Macarena (Bayside Boys mix)                                        | ロス・デル・リオ                                                       | 1996    |
| 14   | Candle in the Wind 1997 / Something About the Way You Look Tonight | エルトン・ジョン                                                       | 1997    |
| 14   | We Belong Together                                                 | マライア・キャリー                                                     | 2005    |
| 14   | I Gotta Feeling                                                    | ブラック・アイド・ピーズ                                               | 2009    |
| 14   | Uptown Funk                                                        | マーク・ロンソン featuring ブルーノ・マーズ                            | 2015    |

注釈：ホット100以前の記録
- 1956年、エルヴィス・プレスリーの「Don't Be Cruel / Hound Dog」は、11週間にわたって「店頭でのベストセラー」と「ジュークボックスで最も再生された曲」チャートで1位になった。
- 1955年、マグワイア・シスターズの「Sincerely」は、「ラジオで最も流された曲」チャートで10週間1位になった。
- 1955年、ペレス・プラードの「Cherry Pink and Apple Blossom White」は、10週間にわたって「店頭でのベストセラー」チャートで1位になった。

注釈：追記
- 1991年後半にニールセン・サウンドスキャンとニールセン・ブロードキャスト・データ・システムズがHot 100の集計に使用される以前は、Hot 100で1位を獲得した1曲のシングルの最多週数は10週だった。これは1977年のデビー・ブーン「You Light Up My Life」と、1981-82年のオリビア・ニュートン＝ジョン「Physical」の2曲である。このチャートの最初の34年間（1958〜1992年）には、さらに5曲のシングルが9週間1位を獲得した。1992年10月、10週間以上Hot 100の1位に君臨した最初のシングルはボーイズIIメンの「End of the Road」で[1]、同年11月までに13週間1位を記録した。

出典：

### 英語以外の1位
| 獲得年月日 | 言 語             | 曲                          | アーティスト                                                           | 週数 |
| ---------- | ----------------- | --------------------------- | ---------------------------------------------------------------------- | ---- |
| 1958.08.18 | イタリア語        | Nel blu, dipinto di blu     | ドメニコ・モドゥーニョ                                                 | 5    |
| 1963.06.15 | 日本語            | Sukiyaki                    | 坂本九                                                                 | 3    |
| 1963.12.07 | フランス語        | Dominique                   | ザ・シンギング・ナン                                                   | 4    |
| 1986.03.29 | 英語 / ドイツ語   | Rock Me Amadeus             | ファルコ                                                               | 3    |
| 1987.08.29 | スペイン語        | La Bamba                    | ロス・ロボス                                                           | 3    |
| 1996.08.03 | 英語 / スペイン語 | Macarena (Bayside Boys Mix) | ロス・デル・リオ                                                       | 14   |
| 2017.05.27 | 英語 / スペイン語 | Despacito                   | ルイス・フォンシ & ダディー・ヤンキー featuring ジャスティン・ビーバー | 16   |
| 2020.12.05 | 韓国語 / 英語     | Life Goes On                | BTS                                                                    | 1    |
| 2021.10.09 | 英語 / 韓国語     | My Universe                 | コールドプレイ × BTS                                                   | 1    |
| 2023.04.08 | 韓国語 / 英語     | Like Crazy                  | JIMIN                                                                  | 1    |

### ホット100の合計週数
| 週数 | 曲                              | アーティスト                                                                      | 年      | 出典        |
| ---- | ------------------------------- | --------------------------------------------------------------------------------- | ------- | ----------- |
| 103  | Lose Control                    | テディ・スウィムズ                                                                | 2023–25 | [ 3 ] [ 4 ] |
| 91   | Heat Waves                      | グラス・アニマルズ                                                                | 2021–22 | [ 5 ] [ 6 ] |
| 90   | Blinding Lights                 | ザ・ウィークエンド                                                                | 2019–21 | [ 6 ]       |
| 87   | Radioactive                     | イマジン・ドラゴンズ                                                              | 2012–14 | [ 6 ]       |
| 80   | Beautiful Things                | ベンソン・ブーン                                                                  | 2024–25 | [ 7 ]       |
| 79   | Sail                            | エイウォルネイション                                                              | 2011–14 | [ 6 ]       |
| 77   | Levitating                      | デュア・リパ (32週 ソロ, 45週 featuring ダベイビー)                               | 2020–22 | [ 6 ]       |
| 76   | I'm Yours                       | ジェイソン・ムラーズ                                                              | 2008–09 | [ 6 ]       |
| 71   | All I Want for Christmas Is You | マライア・キャリー                                                                | 2000–25 | [ 8 ]       |
| 70   | Snooze                          | SZA                                                                               | 2022–24 | [ 9 ]       |
| 69   | How Do I Live                   | リアン・ライムス                                                                  | 1997–98 | [ 6 ]       |
| 69   | Save Your Tears                 | ザ・ウィークエンド & アリアナ・グランデ (19週 ソロ, 50週 with アリアナ・グランデ) | 2020–22 | [ 6 ]       |
| 69   | A Bar Song (Tipsy)              | シャブージー                                                                      | 2024–25 | [ 10 ]      |

注釈：エントリー資格
- 1991年以降、ビルボードではチャート活性化のためにさまざまな手法が取られた。滞在21週以上の曲が51位以下に下降した場合は基本的にHot 100から除外された。また、該当した曲が再び50位以内のポイントを獲得した場合でも、Hot 100へのリエントリーは認められなかった（例：クリスマス関連の楽曲が再びヒットした場合など）。
- 2012年2月25日付以降、50位以内の場合、Hot 100へのリエントリーが可能になった。
- 2015年12月5日付以降、滞在53週以上の曲が26位以下に下降した場合もHot 100から除外された。

## アーティストの記録

### 1位獲得曲数
| 曲数 | アーティスト               | 最大の1位曲                                               | 出典          |
| ---- | -------------------------- | --------------------------------------------------------- | ------------- |
| 20   | ビートルズ                 | Hey Jude                                                  | [ 12 ] [ 13 ] |
| 19   | マライア・キャリー         | All I Want For Christmas Is You                           | [ 12 ] [ 14 ] |
| 18   | エルヴィス・プレスリー     | Don't Be Cruel / Hound Dog                                | [ 15 ] [ 16 ] |
| 14   | リアーナ                   | We Found Love                                             | [ 12 ] [ 13 ] |
| 13   | マイケル・ジャクソン       | Say Say Say（デュエット with ポール・マッカートニー）     | [ 12 ] [ 13 ] |
| 13   | ドレイク                   | God's Plan                                                | [ 12 ] [ 17 ] |
| 12   | スプリームス               | Love Child                                                | [ 12 ] [ 18 ] |
| 12   | マドンナ                   | Like A Virgin                                             | [ 12 ] [ 19 ] |
| 12   | テイラー・スウィフト       | Shake It Off                                              | [ 12 ] [ 20 ] |
| 11   | ホイットニー・ヒューストン | I Will Always Love You                                    | [ 12 ] [ 13 ] |
| 10   | スティービー・ワンダー     | Ebony and Ivory（デュエット with ポール・マッカートニー） | [ 12 ] [ 13 ] |
| 10   | ジャネット・ジャクソン     | Miss You Much                                             | [ 12 ] [ 21 ] |

†アーティスト毎に記載された"最大の1位曲"は、ビルボードが算定したホット100での総合的な成績を反映させている。例えば、14週1位のマライア・キャリー「All I Want For Christmas Is You」のように、そのアーティストにとって最も多くの週間1位を獲得したシングルであるとは限らない（ボーイズIIメンとのデュエット曲「One Sweet Day」は16週）。
‡ホット100以前の記録を含む。
- ビルボードは現在、プレスリーの両A面1位シングル「Don't Be Cruel」/「Hound Dog」を一つのシングルとしてとらえ、シングル1位を17曲としている[22]。「Don't Be Cruel」/「Hound Dog」は11週（「Don't Be Cruel」は5週、「Hound Dog」は6週）1位を獲得したが、ジョエル・ホイットバーンなど多くのチャート統計学者は、これらを別々にカウントしプレスリーが18曲1位を獲得しているものとして算定している。
- ドレイクはフィーチャリングとして認定されていないシングル「Sicko Mode」を含めると、合計14週1位となる。

### 1位獲得週数
| 週数 | アーティスト             | 出典          |
| ---- | ------------------------ | ------------- |
| 97   | マライア・キャリー       | [ 23 ]        |
| 79   | エルヴィス・プレスリー † | [ 22 ]        |
| 60   | リアーナ                 | [ 23 ]        |
| 59   | ビートルズ               | [ 23 ]        |
| 56   | ドレイク                 | [ 23 ]        |
| 50   | ボーイズIIメン           | [ 23 ]        |
| 47   | アッシャー               | [ 24 ]        |
| 46   | ビヨンセ                 | [ 24 ] [ 25 ] |
| 39   | ブルーノ・マーズ         | [ 26 ] [ 27 ] |
| 37   | マイケル・ジャクソン     | [ 24 ]        |
| 36   | テイラー・スウィフト     | [ 28 ]        |
| 34   | エルトン・ジョン         | [ 24 ]        |
| 34   | アデル                   | [ 24 ]        |

†Hot 100以前の記録を含む。
- プレスリーは「All Shook Up」が「ジュークボックスで最も演奏された曲」チャートで9週目の1位を獲得した時を、"80週目"と見なされることがある。ビルボードチャートの統計学者ジョエル・ホイットバーンは、既存の研究に基づいてまだこの80週目をカウントしているが、ビルボード誌自体はその後方法論を改訂し、公式にプレスリーを79週間と見なしている[22]。プレスリーの総週数の大半はHot 100以前のデータに起因する。1958年8月のHot 100の初めから数えると、プレスリーは1位を合計22週間獲得している。

注釈：
- ファーギーはブラック・アイド・ピーズ時代を含めると、累積34週間の1位になる。
- マイケル・ジャクソンはジャクソン5時代を含めると、累積47週間の1位になる。
- ビヨンセは「Break My Soul」で2022年8月13日付のHot100で1位を獲得し、合計43週に更新した。同曲は翌週も1位を獲得したが、ビルボードはこの記録を44に更新しなかった。また、彼女はデスティニーズ・チャイルド時代を含めると、累積63週間の1位になる[29]。
- ダイアナ・ロスはスプリームス時代を含めると、累積42週間の1位になる。
- ビートルズ：
  - ジョン・レノンはビートルズ時代を含めると、累積65週間の1位になる。
  - ポール・マッカートニーはビートルズとウィングス時代を含めると、累積89週間の1位になる。
  - ジョージ・ハリスンはビートルズ時代を含めると、累積65週間の1位になる。
  - リンゴ・スターはビートルズ時代を含めると、累積61週間の1位になる。
- ドレイクはトラック「Sicko Mode」を含めると、累積57週間の1位になる。

## 作詞・作曲家の記録

### 1位獲得曲数
| 曲数 | 作詞・作曲家           | 最も著名なアーティスト | 最大の1位曲（獲得年月日）            |
| ---- | ---------------------- | --- | ------------------------------------ |
| 32   | ポール・マッカートニー | ビートルズ | Hey Jude （1968.09.28）              |
| 27   | マックス・マーティン   | ケイティ・ペリー、ブリトニー・スピアーズ、ケリー・クラークソン、ピンク、テイラー・スウィフト、アリアナ・グランデ、ザ・ウィークエンド | Blinding Lights （2020.04.04）       |
| 26   | ジョン・レノン         | ザ・ビートルズ | Hey Jude （1968.09.28）              |
| 18   | マライア・キャリー     | マライア・キャリー | We Belong Together （2005.06.04）    |
| 18   | Dr．ルーク             | ケイティ・ペリー、ケシャ、マイリー・サイラス                                                                                         | Tik Tok （2010.01.02）               |
| 16   | バリー・ギブ           | ビー・ジーズ、アンディ・ギブ | How Deep Is Your Love （1977.12.24） |

出典：